# Santo Tomás Ocotepec (kommun)
Santo Tomás Ocotepec är en kommun i Mexiko.   Den ligger i delstaten Oaxaca, i den sydöstra delen av landet, 290 km sydost om huvudstaden Mexico City.
Följande samhällen finns i Santo Tomás Ocotepec:
- Diecinueve de Abril
- Plan Alemán
- Nunuma
- Miguel Hidalgo
- Benito Juárez
- Morelos
- Francisco Villa
- Santo Tomás Ocotepec
- Emiliano Zapata
- Genaro V. Vásquez
- Laguna Amarilla